# Estatuto de Autonomia da Catalunha

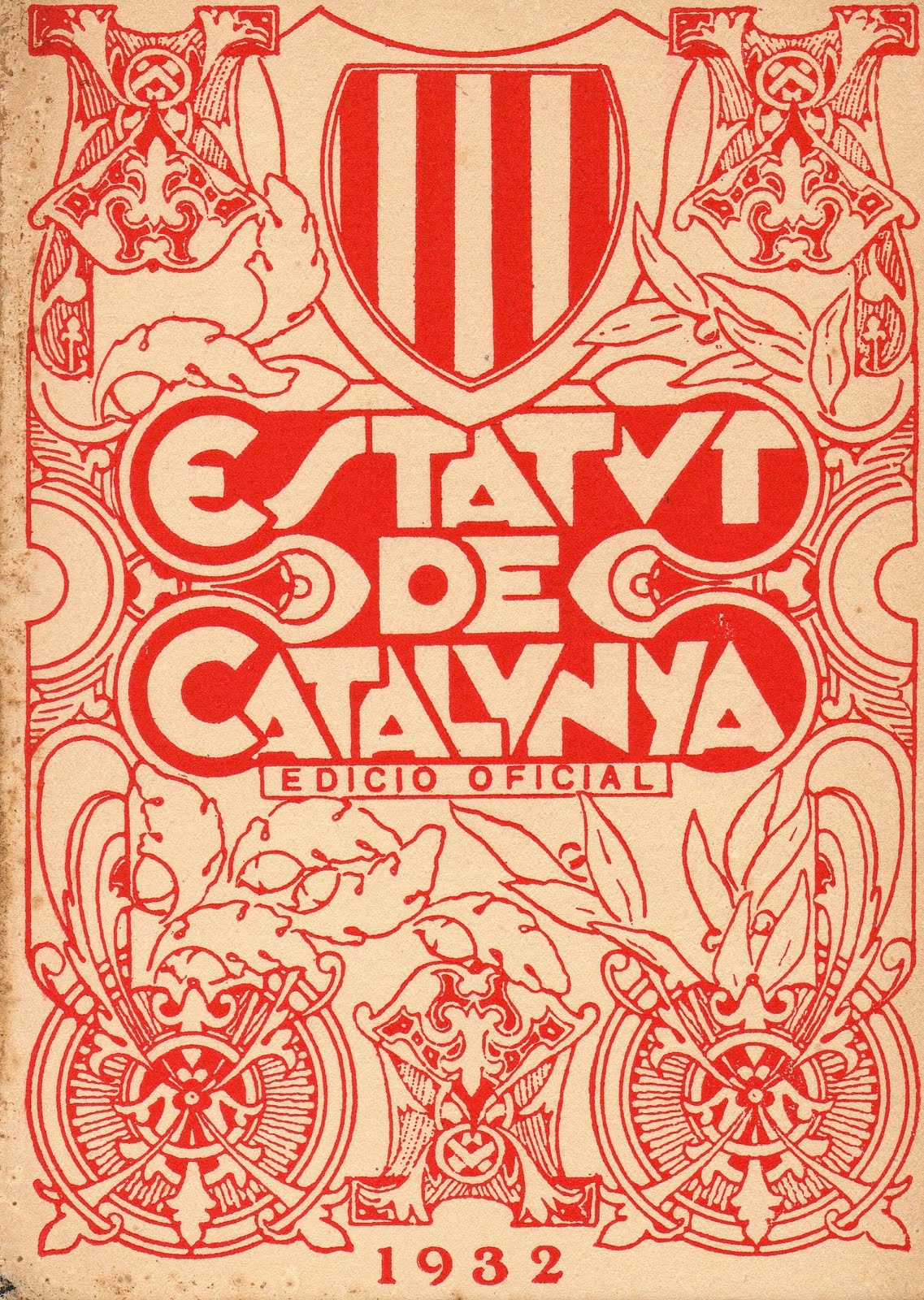
Segundo Estatuto de Autonomia da Catalunha, proclamado em 1932

Selo da Generalidade da Catalunha

O Estatuto de Autonomia da Catalunha (em catalão: Estatut d'Autonomia de Catalunya) é uma Lei orgânica que deve ser interpretada como a norma fundamental do ordenamento jurídico catalão. Segundo o artigo 147 da Constituição espanhola de 1978, em que cada Estatuto é distinguido, torna-se a regulamentação básica de cada Comunidade Autónoma reconhecida pelo Estado.

## História
Existem quatro Estatutos identificados, promulgados em diferentes momentos da História da Catalunha:
- 1919: Projeto de Estatuto de Autonomia da Catalunha (elaborado pela Mancomunitat de Catalunya)[2]
- 1932: Estatuto de Núria (Estatuto de Autonomia de 1932)[3]
- 1979: Estatuto de Autonomia da Catalunha de 1979[4]
- 2006: Estatuto de Autonomia da Catalunha de 2006[5][6]

### Estatuto de 1919
Foi aprovado pela Assembleia da Mancomunidade da Catalunha (em Língua catalã: Mancomunitat de Catalunya) em Barcelona, a 24 e 25 de janeiro de 1919, com o apoio de todos os partidos catalães: O Partido Republicano Catalão que tomava este Estatuto como o seu objectivo principal, os radicais de Alejandro Lerroux que lhe davam apoio, a Liga Regionalista de Cambó, que pedia uma visão pragmática. Os liberais e conservadores (que estavam presentes na governação espanhola) vão quebrar a disciplina de voto dos respetivos partidos. Francesc Macià, - falando como independentista - afirmava que era um Estatuto curto, mas o melhor que se tinha conseguido.
Francesc Cambó foi o encarregado de defender nas Cortes Espanholas o projeto aprovado na Catalunha. A proposta foi recusada e diante da complexa situação social catalã, as Cortes foram dissolvidas.
A campanha pela autonomia foi o momento de máxima atividade e cumplicidade do catalanismo político, que recolhia dentro da vontade de autogoverno da Catalunha, também as aspirações de autonomia municipal. Cambó soube reconduzir uma situação separatista com o pedido de autonomia, mas a negativa do Congresso e a pouca vontade monárquica ceifou os sentimentos catalães, que levaram Cambó a pronunciar a sua conhecida frase: "Monarquia? República? Catalunha!".

### Estatuto de 1932
No ano de 1932, o também denominado Estatuto de Núria, de cunho marcadamente soberanista, foi impulsionado pelo então presidente da Generalitat, Francesc Macià, e aprovado em referendo por 99% dos votantes. O anteprojeto do Estatuto foi terminado a 20 de junho em Núria e aprovado no Parlamento espanhol a 9 de setembro de 1932, durante a Segunda República.
Foi revogado com o final da Guerra Civil Espanhola, tal como foram proibidos todos os símbolos catalães e as instituições de auto-governo.

### Estatuto de 1979
Promulgado em 18 de setembro de 1979, como lei orgânica, que outorgava na Catalunha um regime de autonomia. Vai tornar-se a norma institucional básica da Catalunha, conforme estabelecido no artigo oitavo da Constituição espanhola de 1978. Definia os direitos e deveres da cidadania da Catalunha, as instituições políticas da nacionalidade catalã, as suas competências e relações com o Estado e o financiamento da Generalitat de Catalunya. Foi publicado no Jornal Oficial da Generalitat de Catalunya a 31 de dezembro de 1979.
As instituições políticas definidas no Estatuto formaram o Governo da Catalunha.

### Estatuto de 2006
No dia 18 de junho de 2006 os cidadãos da Catalunha aprovaram em referendo o novo Estatuto, depois de um longo e polémico processo de redação, substituindo o Estatuto de 1979 como norma em vigor.
Os parlamentares catalães de todos os partidos elaboraram a primeira versão que foi aprovada pelo Parlamento da Catalunha a 30 de setembro de 2005, com 120 votos a favor (PSC, CiU, ERC e ICV-EUiA) e 15 contra (PP). Dois meses depois, tendo sido substancialmente alterado para evitar o seu provável chumbo, foi levado ao Congresso dos Deputados e Senado Espanhol, tendo acabado aprovado pelas duas instituições. A ratificação final, por referendo, foi efetuada pelo povo catalão com 73,9% de votos a favor.
Apesar de todo o processo legal e não obstante de ter entrado em vigor a 9 de agosto de 2006, foram recebidos sete recursos de inconstitucionalidade contra o Estatuto catalão:
- O Partido Popular (PP), representado por 99 dos seus deputados e senadores, contra 187 artigos. [9]
- O Defensor do Povo, Enrique Múgica, militante do PSOE, contra 112 artigos.
- Os Governos das Comunidades Autónomas: de Múrcia (contra o artigo 117), La Rioja (contra 12 artigos e 7 disposições), Aragão (contra 1 disposição adicional), Comunidade Valenciana (contra 8 artigos e 4 disposições transitórias), e as Ilhas Baleares (contra o estabelecido no Estatuto sobre o Arquivo da Coroa de Aragão).